# Michiel Hazewinkel

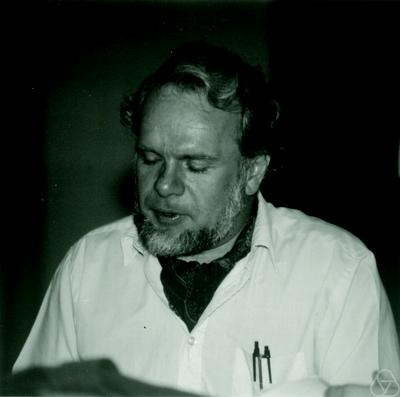
Michiel Hazewinkel

Michiel Hazewinkel (* 22. Juni 1943) ist ein niederländischer Mathematiker, der sich mit Algebra und Angewandter Mathematik beschäftigt.
Hazewinkel studierte an der Universität Amsterdam Mathematik und Physik (Kandidaten Examen 1963) und wurde dort 1969 bei Frans Oort promoviert (Abelian extensions of local fields). Danach war er als Post-Doktorand 1969/70 am Steklow-Institut in Moskau. 1970 wurde er Dozent (Lektor) und 1972 Professor an der Universität Rotterdam. Gleichzeitig lehrte er 1973 bis 1975 in Antwerpen. 1973 war er an der Harvard University. Ab 1982 leitete er die Abteilung Reine Mathematik und ab 1988 die Abteilung Algebra, Geometrie und Analysis am CWI in Amsterdam, lehrte aber noch bis 1985 gleichzeitig weiter in Rotterdam und danach an der Universität Utrecht. 1995 war er Gastprofessor an der Universität Bordeaux I.
1987 bis 2002 war er Herausgeber der 13-bändigen Encyclopaedia of Mathematics. Sie entstand aus einer russischen Enzyklopädie. Ab 1995 war er bei Elsevier Herausgeber des Handbook of Algebra (9 Bände).
Er war 1986 Gründer und erster Präsident des European Consortium for Mathematics in Industry (ECMI).

## Schriften
- Formal Groups and applications (= Pure and Applied Mathematics. 78). Academic Press, New York NY u. a. 1978, ISBN 0-12-335150-2.
- als Herausgeber mit Giorgio Koch: Mathematics of Biology. Reidel, Dordrecht u. a. 1985, ISBN 90-277-2069-X.
- als Herausgeber mit Murray Gerstenhaber: Deformation theory algebras and structures and applications (= NATO ASI Series. Series C: Mathematical and Physical Sciences. Bd. 247). Kluwer, Dordrecht u. a. 1988, ISBN 90-277-2804-6.
- als Herausgeber mit Jacobus Wilhelm de Bakker und Jan Karel Lenstra: Mathematics and Computer Science (= CWI Monographs. 1 und 4). 2 Bände. North-Holland, Amsterdam u. a. 1986, ISBN 0-444-70024-2 (Bd. 1), ISBN 0-444-70122-2 (Bd. 2).